# 棕褐鸫鹛

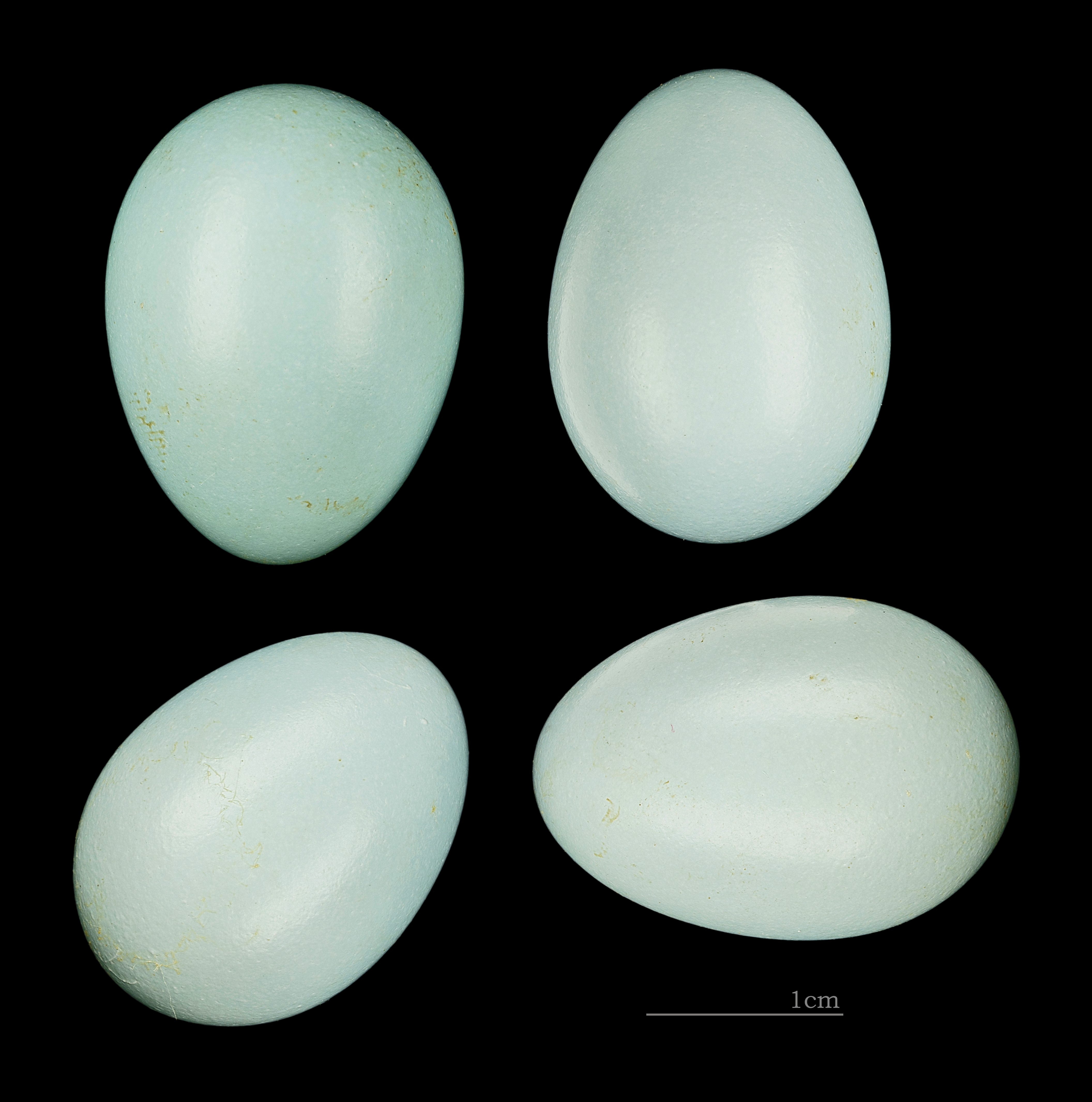
Turdoides fulva fulva

棕褐鸫鹛（学名：Turdoides fulva），是画眉科鸫鹛属的一种，分布于马里、尼日尔、埃及、利比亚、阿尔及利亚、西撒哈拉、尼日利亚、埃塞俄比亚、毛里塔尼亚、突尼斯、苏丹、厄立特里亚、塞内加尔、摩洛哥和乍得。全球活动范围约为2,700,000平方千米。该物种的保护状况被评为无危。
棕褐鸫鹛的平均体重约为53.2克。栖息地包括热带沙漠、亚热带或热带的（低地）干草原和亚热带或热带的（低地）干燥疏灌丛。